# Staubabscheideleistung
Die Staubabscheideleistung bezeichnet bei einem Staubabscheider einen Kennwert der Reinigungsleistung.

## Definitionen
Ausgedrückt wird die Staubabscheideleistung
- als Staubkonzentration c1 im gereinigten Gasstrom (Reingas)
- als Trenn- bzw. Abscheidegrad η (Anteil der abgeschiedenen Partikel an der Gesamtmenge) oder
- bei Tiefenfiltern auch als Filtergüte (höhere Filtergüte entspricht größerem positivem Wert von q)

{\displaystyle q=-{\frac {\ln P}{\Delta p}}}
mit
- der Penetration {\displaystyle P={\frac {c_{1}}{c_{0}}}} (Anteil der ins Reingas durchgetretenen Partikel {\displaystyle c_{1}} an der Gesamtmenge {\displaystyle c_{0}}); es gilt: {\displaystyle P=1-\eta }
- der Differenzdruck Δp (äquivalent zum Energieaufwand) über dem Abscheider
- dem natürlichen Logarithmus {\displaystyle \ln }.

Dabei steht an erster Stelle die Frage nach der benötigten Reinheit, allerdings – wie die Filtergüte – unter Berücksichtigung des Energieaufwandes. Eine Kosten-Nutzen-Abschätzung kann hierbei über den Filter Utility Factor (FUF) erfolgen, der sowohl die Veränderung von Abscheidergrad und Differenzdruck als auch die Anschaffungskosten berücksichtigt.
Je nach Anforderung stehen bei Tiefenfiltern zudem bestimmte Partikelfilterklassen zur Auswahl, diese sind allerdings nur für eher niedrige Staubkonzentrationen (≪ 1 g/m³) geeignet (beispielsweise in Klimaanlagen oder als Luftfilter im Auto).

## In der industriellen Entstaubung
Bei der großindustriellen Entstaubung (beispielsweise Kraftwerke, Gießereien, Mühlen etc.) mit Staubkonzentration im Bereich von wenigen g/m³ bis zu über 1000 g/m³ existieren keine Partikelfilterklassen, u. a. wegen des stark von Betriebsweise und Staub abhängigen Emissionsverhaltens der dort eingesetzten Oberflächenfilter. Die Auswahl des geeigneten Abscheiders bzw. bei Filtern des Filtermediums erfolgt hier hauptsächlich auf Basis von Erfahrungswerten.
Die folgende Tabelle gibt eine Übersicht der typischen Staubabscheideleistungen von Methoden zur großindustriellen Entstaubung. Die Ergebnisse in der industriellen Praxis können im Einzelfall jedoch deutlich von den gemachten Angaben abweichen. So weisen Wäscher und Zyklone, die bei mittlerem und niederem Druck arbeiten, im Allgemeinen eine niedrigere Staubabscheideleistung auf.
| Technologie                                     | Staubkonzentration im Reingas nach der Reinigung |
| ----------------------------------------------- | ------------------------------------------------ |
| elektrostatische Abscheider (nass oder trocken) | < 50 mg/m³                                       |
| Hochleistungswäscher                            | < 50 mg/m³                                       |
| Oberflächenfilter                               | < 10 mg/m³                                       |
| Oberflächenfilter mit ePTFE-Membran             | < 1 mg/m³                                        |

Quelle: Beschluss 2001/379/EG, Anhang 2